# Phalaenopsis schilleriana
Phalaenopsis schilleriana es una orquídea del género de Phalaenopsis de la subfamilia Epidendroideae de la familia Orchidaceae. Nativas de Filipinas. Incluida en el CITES apéndice II. 

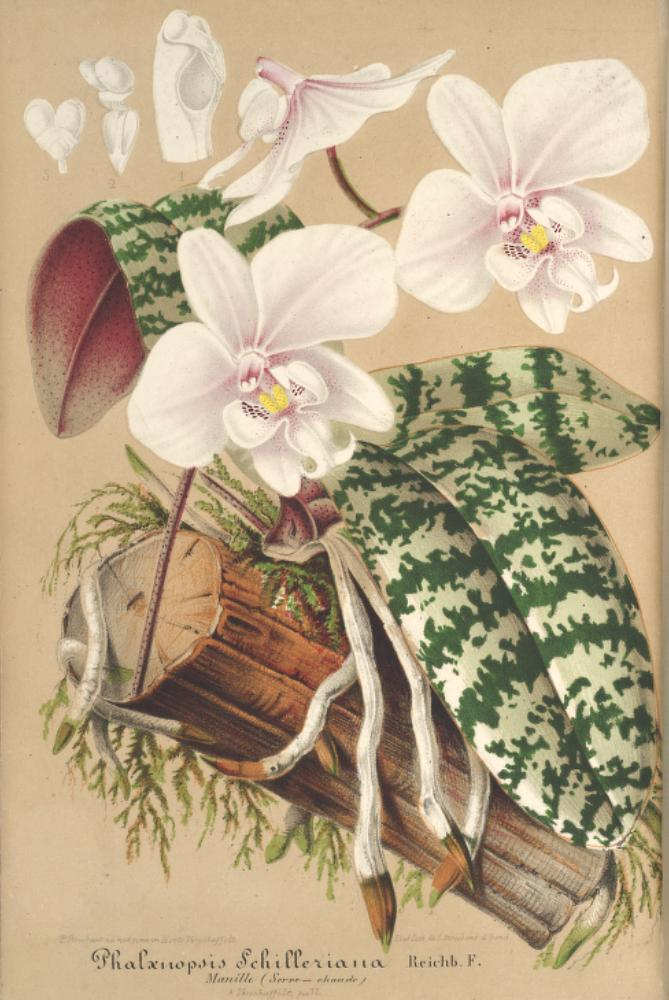
Ilustración

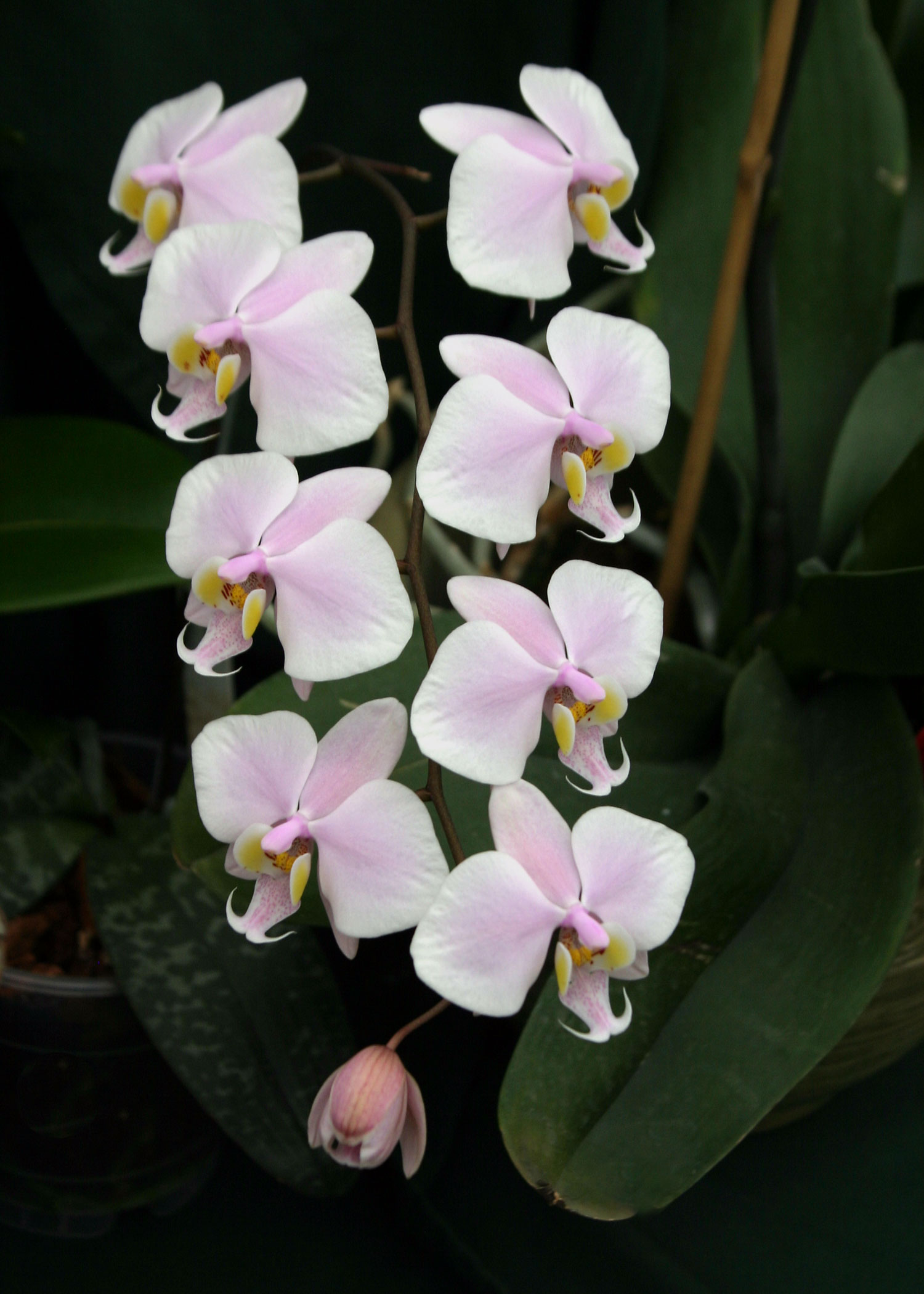
Inflorescencia

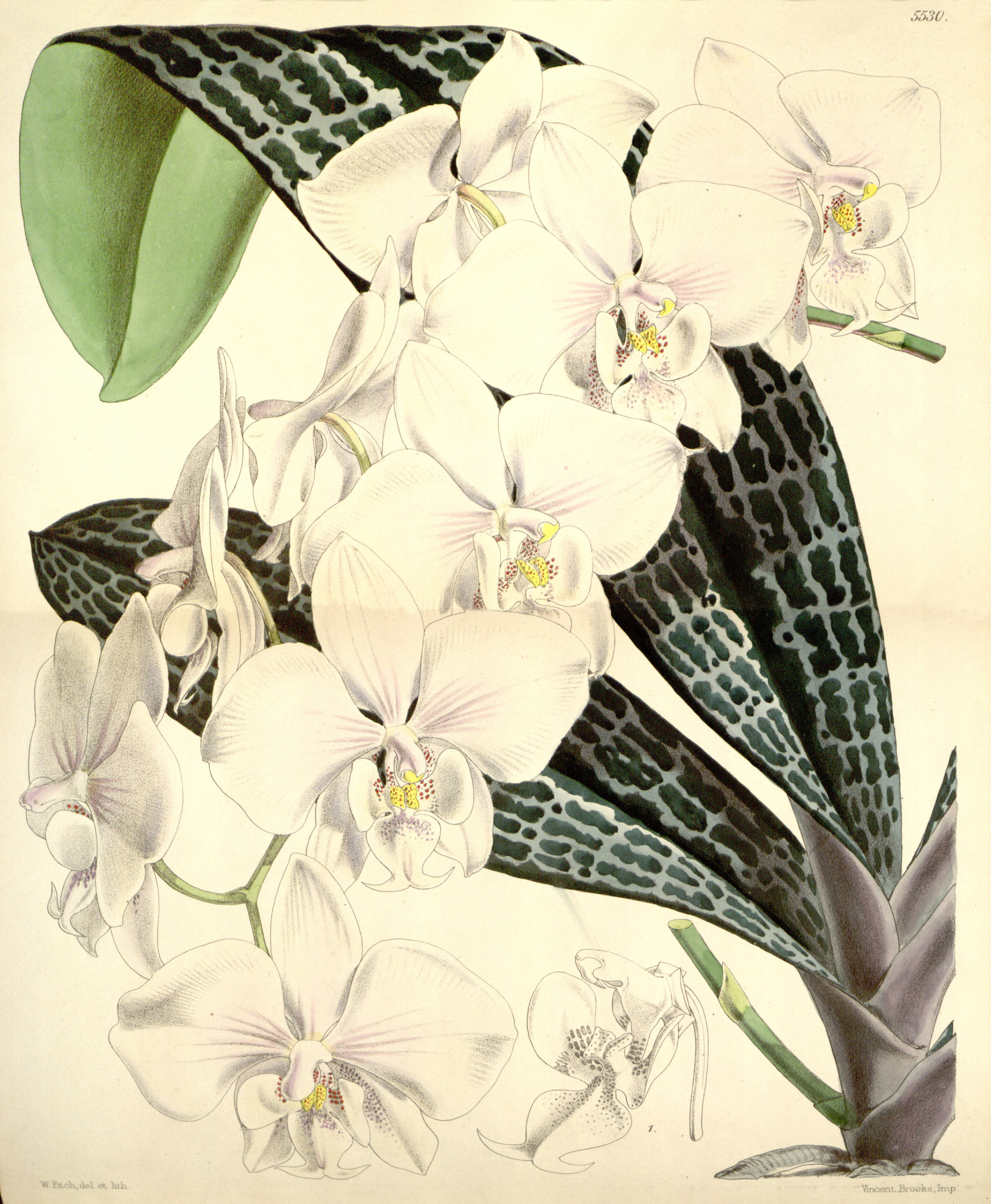
Ilustración

## Descripción
Phalaenopsis schilleriana especie cuyos pétalos son notoriamente más anchos que los sépalos.la floración se produce entre mediados de invierno a fines de primavera.
Muestra un hábito de desarrollo monopodial. El rizoma se desarrolla erecto y en su extremo produce dos gruesas y carnosas hojas alternas y elípticas cada año. Las hojas basales más viejas se caen al mismo tiempo. La planta de este modo retiene de cuatro a cinco hojas. No tienen pseudobulbos  y el almacenamiento de agua y sustancias de reserva se verifica en sus hojas, de láminas amplias y consistentes.
El racimo aparece del tallo que surge entre las hojas  y florece en todo su esplendor durante varias semanas.
Con una inflorescencia larga y ramosa ( más de un metro de larga )con unas flores casi redondeadas rosa pálido con manchas marrón rojizo.
Las flores constan de 3 sépalos diferentes a los pétalos, 3 pétalos con uno de ellos, el inferior, distinto, que forma el llamado labelo y en medio de ellos está la columna ( fusión de los estambres y pistilos ). Lábelo mucho más corto que los pétalos, más carnoso que los segmentos florales, profundamente trilobado. Lóbulos laterales curvados subcuadrangulares. Ápice redondeado de base amarilla y callo carnoso de color amarillo punteado de rojo.
Las raíces son gruesas y están recubiertas por un tejido esponjoso llamado velamen que ayuda a la absorción de agua y nutrientes. Por dentro está la auténtica raíz, que contiene clorofila y presenta color verde.

## Hábitat
Orquídea epífita. En la naturaleza se encuentran debajo del dosel forestal en la humedad de la parte baja, protegidas de la luz solar directa. Se desarrolla en troncos de árboles con abundante musgo de donde las raíces de la planta sacan los nutrientes con los restos de corteza del árbol.

## Cultivo
Están plantas no son muy exigentes en cuanto a su cultivo. Requiere unas condiciones mínimas que no son difíciles de conseguir dentro de las casas.
- Temperatura

Se desarrolla bien con la temperatura de la casa. Soporta temperaturas de entre 14 y 35 °C con preferencia de temperatura durante el día de 20-24 °C. Para hacerla florecer, hay que mantener una diferencia de temperatura de 5 °C entre el día y la noche durante un mes.
- Luz

Los Phalaenopsis prefieren una luz viva, sin el sol directo del periodo del mediodía. Su ideal está entre 15.000-20.000 lux.  Para ello se pueden situar junto a una ventana orientada al este o al oeste, con un visillo o cortina fina de por medio. Sin que le de la luz directa del sol pues se le pueden quemar las hojas. Las raíces de estas orquídeas son verdes, tienen clorofila por tanto capaces de realizar la fotosíntesis, por lo que es conveniente que estén en macetas incoloras.
- Agua

De preferencia no calcárea y sin cloro ( usar cartuchos filtrantes si el agua disponible es muy calcárea ).
La humedad ambiental debe estar situada entre el 50 y 60%, si bien debe ser mayor cuanto más alta sea la temperatura.
- Riegos

Moderados. Hay que dejar secar un poco el compost entre dos riegos. Las raíces prefieren los compost con buen drenaje. Disminuir los riegos cuando las nuevas hojas hayan  parado de crecer. Algunas variedades prefieren que las raíces sequen rápidamente.
- Humedad

Les gustan las vaporizaciones.
- Aclareo

Normalmente al final del invierno o en la primavera, después de la floración. Toleran bien los tiestos pequeños. Utilizar de preferencia un tiesto no poroso ( nada de macetas de barro cocido ), a fin de no concentrar las sales minerales. Si no, se recomienda de humedecer el compost con agua clara de vez en cuando. Después del cambio de tiesto, esperar unas dos semanas antes de emprender el ritmo normal de riegos. Vaporizar el envés de las hojas.
- Substrato

Granulometría de fina a media, a base de corteza de pino, atapulgita o argex ( esferas de tamaño variable ), carbón vegetal, poliestireno.
Es conveniente, no sólo en Phalaenopsis sino en orquídeas en general, desinfectar el medio de cultivo previo a su utilización. Un método eficaz e inocuo tanto para las plantas como para el ambiente es lograr la desinfección por acción del calor.
El proceso consiste en colocar en una asadera la mezcla preparada bien humedecida y llevarla a horno convencional durante 20 minutos a temperatura de 180 °C cuidando de que no se seque en exceso para evitar que se queme.
Retirar y dejar enfriar completamente. Una vez frío volver a humedecer (al plantar el sustrato siempre debe estar mojado).
- Abonos

Debido a que son plantas epífitas que viven sobre troncos de árboles y recogen el agua de lluvia que escurre no tienen grandes exigencias de abono.
Venden abonos especiales para ellas, pero basta con usar un abono para plantas de interior reduciendo su dosis a la cuarta parte, que aplicaremos cada 10-15 días en la floración y el resto del tiempo esporádicamente. 
- Reproducción

Producen innumerables semillas, pero difíciles de germinar como no estén en simbiosis con un hongo. Por lo cual, el método más fácil es mediante Keikis (hijuelo que la planta madre emite en la vara floral, tras la floración). Para estimular la aparición de Keikis tras la floración, se corta la vara por encima de un nudo sobre la mitad de su longitud. Luego se retira con cuidado la pielecilla que cubre las yemas de los entrenudos, con mucho cuidado para no dañar estos. Con ello conseguiremos que les llegue más luz.
También se puede diluir una pizca de la hormona de crecimiento vegetal (benziladenina) en agua y con un pincel dar una fino toque en el corte para estimular su aparición. Una vez el keikis ha emitido unas raíces pequeñas se puede separar de la planta madre.

## Historia
Fue llevada a Europa desde Manila, Filipinas por el cónsul de Hamburgo Schiller, que obtuvo la planta en 1858 de Mr Marius Porte quien había recolectado las plantas para Linden. Solamente una planta sobrevivió de unos 30 ejemplares.

## Taxonomía
Phalaenopsis schilleriana fue descrita por Heinrich Gustav Reichenbach y publicado en Hamburger Garten- und Blumenzeitung 16: 115. 1860.
Etimología
Phalaenopsis: nombre genérico que procede del griego phalaina = “mariposa” y opsis = “parecido”, debido a las inflorescencias de algunas especies, que recuerdan a mariposas en vuelo. Por ello, a las especies se les llama “orquídeas mariposa”.
schilleriana: epíteto otorgado en honor de Schiller cónsul de Hamburgo en Manila que la introdujo en Europa.
Sinonimia
- Phalaenopsis schilleriana var. viridi-maculata Ducharte 1862
- Phalaenopsis schilleriana var. delicata Dean 1877
- Phalaenopsis schilleriana var. splendens R.Warner 1878
- Phalaenopsis schilleriana var. major J.D.Hook 1886
- Phalaenopsis schilleriana var. compacta Chick (Hort.) 1890
- Phalaenopsis curnowiana (Hort.) 1891
- Phalaenopsis schilleriana var. purpurea O'Brien 1892
- Phalaenopsis schilleriana var. odorata Van Brero 1935
- Phalaenopsis schilleriana var. grandiflora Van Brero 1935
- Phalaenopsis vestalis[2][3]

Híbridos naturales de Phalaenopsis schilleriana
- Phalaenopsis × leucorrhoda  ( Phalaenopsis aphrodite  ×  Phalaenopsis schilleriana ) (Filipinas)
- Phalaenopsis × veitchiana  ( Phalaenopsis equestris  ×  Phalaenopsis schilleriana ) (Filipinas)